# General der Fernmeldetruppe
Der General der Fernmeldetruppe ist die Bezeichnung einer Dienststellung im Heer der Bundeswehr.
Bis 1995 war der General der Fernmeldetruppe ein Dienstposten im Heeresamt, der von einem Oberst bekleidet wurde. Mit der Umstrukturierung des Heeresamtes im Jahr 1995 wurde der Dienstposten mit dem des Kommandeurs der Fernmeldeschule und Fachschule des Heeres für Elektrotechnik verbunden. Fortan war der General der Fernmeldetruppe eine Dienststellung, also ein Amt, das vom Kommandeur der Fernmeldeschule und Fachschule des Heeres für Elektrotechnik wahrgenommen wurde; dessen Dienstgrad war der eines Brigadegenerals. Die Truppenschule unterstand dem Heeresamt.
Im Zuge der Zusammenfassung der streitkräftegemeinsamen Ausbildung wurde im Juli 2005 die Fernmeldeschule zunächst der Streitkräftebasis unterstellt und im September 2006 außer Dienst gestellt. Gleichzeitig wurde, unter Heranziehung der bisherigen Fernmeldeschule, die Führungsunterstützungsschule der Bundeswehr aufgestellt. Vorübergehend war der Schulkommandeur General der Fernmeldetruppe.
Seit Dezember 2006 ist der General der Fernmeldetruppe wieder eine Dienststellung, die zunächst vom Leiter der Gruppe Weiterentwicklung Fernmeldetruppe/Truppenfernmeldeverbindungsdienst Heer des Heeresamtes wahrgenommen wurde. Zurzeit ist diese Dienststellung mit dem Unterabteilungsleiter IV 1 Führungsunterstützung im Kommando Heer verbunden. Die Dienststellung General der Fernmeldetruppe wird von einem Offizier im Dienstgrad Oberst bekleidet.
| Dienstgrad                                                                                          | Name                      | von                       | bis                       | Bemerkung                                                      |
| Dienstposten im Heeresamt                                                                           | Dienstposten im Heeresamt | Dienstposten im Heeresamt | Dienstposten im Heeresamt | Dienstposten im Heeresamt                                      |
| --------------------------------------------------------------------------------------------------- | ------------------------- | ------------------------- | ------------------------- | -------------------------------------------------------------- |
| Brigadegeneral                                                                                      | Leo Hepp                  | Sep. 1956                 | März 1959                 | Inspizient der Fernmeldetruppe                                 |
| Brigadegeneral                                                                                      | Leo Maultzsch             | 1. Apr. 1959              | 7. Jan. 1960              | Inspekteur der Fernmeldetruppe                                 |
| Brigadegeneral                                                                                      | Gustav-Adolf Kuntzen      | 8. Jan. 1960              | 15. Feb. 1962             | Inspekteur der Fernmeldetruppe und General der Führungstruppen |
| Brigadegeneral                                                                                      | Heinz Geyer               | 16. Feb. 1962             | 31. März 1965             | Inspekteur der Fernmeldetruppe und General der Führungstruppen |
| Brigadegeneral                                                                                      | Dietloff von Winning      | 1. Apr. 1965              | 30. Sep. 1967             | Inspekteur der Fernmeldetruppe und General der Führungstruppen |
| Brigadegeneral                                                                                      | Hans Straden              | 1. Okt. 1967              | 31. März 1972             | Inspekteur der Fernmeldetruppe und General der Führungstruppen |
| Brigadegeneral                                                                                      | Hubertus Großler          | 1. Apr. 1972              | 31. März 1973             | Inspekteur der Fernmeldetruppe und General der Führungstruppen |
| Brigadegeneral                                                                                      | Hubertus Großler          | 1. Apr. 1973              | 30. Juni 1974             | General der Führungstruppen                                    |
| Brigadegeneral                                                                                      | Hans-Günther Groß         | 1. Juli 1974              | 30. Sep. 1976             | General der Führungstruppen                                    |
| Brigadegeneral                                                                                      | Dieter Hommer             | 1. Okt. 1976              | 30. Sep. 1980             | General der Führungstruppen                                    |
| Brigadegeneral                                                                                      | Wolfgang Beilicke         | 1. Okt. 1980              | 30. Sep. 1984             | General der Führungstruppen                                    |
| Brigadegeneral                                                                                      | Wolfgang Estorf           | Okt. 1984                 | März 1990                 | General der Führungstruppen                                    |
| Brigadegeneral                                                                                      | Gerhard Beenders          | Apr. 1990                 | März 1995                 | General der Führungstruppen und Abteilungsleiter IV Heeresamt  |
| Kommandeur Fernmeldeschule und Fachschule des Heeres für Elektrotechnik                             |                           |                           |                           |                                                                |
| Brigadegeneral                                                                                      | Konrad Bader              | Apr. 1995                 | März 2000                 | –                                                              |
| Brigadegeneral                                                                                      | Helmut Hofmann            | Apr. 2000                 | Dez. 2005                 | –                                                              |
| Brigadegeneral                                                                                      | Heinrich-Wilhelm Steiner  | Dez. 2005                 | 2006                      | –                                                              |
| Leiter Gruppe Weiterentwicklung Fernmeldetruppe/Truppenfernmeldeverbindungsdienst Heer im Heeresamt |                           |                           |                           |                                                                |
| Oberst                                                                                              | Wolfgang Willecke         | 2006                      | min. 2010                 | –                                                              |
| Brigadegeneral                                                                                      | Dietmar Mosmann           | 2012                      | 2013                      | –                                                              |
| Unterabteilungsleiter IV 1 Führungsunterstützung im Kommando Heer                                   |                           |                           |                           |                                                                |
| Oberst                                                                                              | Peter Uffelmann           | Juli 2013                 | Juni 2017                 | ab Nov. 2014 mit der Führung der Unterabteilung beauftragt     |
| Oberst                                                                                              | Kai Heß                   | 2017                      | 2019                      | –                                                              |
| Unterabteilungsleiter G6 im Kommando Heer                                                           |                           |                           |                           |                                                                |
| Oberst                                                                                              | Achim Fahl                | min. 2022                 | min. 2022                 | –                                                              |